# 119-й навчальний центр (Україна)
119-й навчальний гвардійський Бердичівський ордена Богдана Хмельницького центр (119 НЦ, в/ч А????) — розформоване з'єднання Збройних сил України, що займалось підготовкою молодших спеціалістів танкових військ Сухопутних військ України. Станом на 1998 рік підпорядковувався командувачу 8-го армійського корпусу Північного оперативного командування. Розташовувався в м. Бердичів та мав один підрозділ в Житомирі. На базі навчального центру у 2000 році було сформовано 62-гу окрему механізовану бригаду.

## Історія
Станом на 1991 рік 119-й гвардійський окружний навчальний центр Прикарпатського військового округу по складу частин являв собою танкову дивізію, а по загальній чисельності танкового парку набагато перевершував її, знаходячись на стадії переозброєння з машин типу Т-54/55 на більш сучасні танки.
Загалом на озброєнні знаходилося 465 танків, 176 БМП, 38 САУ та 14 РСЗВ.
В 1997 році був розформований 1295-й навчальний зенітний артилерійськи полк.
В 1998 році був розформований 242-й навчальний танковий полк.

## Структура
- 320-й навчальний мотострілецький полк, в/ч А2149, в/ч 42642;
- 242-й навчальний танковий полк, в/ч 59801, м. Житомир;
- 254-й навчальний танковий полк, в/ч 32500;
- 675 навчальний мотострілецький полк;
- 1294-й навчальний артилерійський полк;
- 1295-й навчальний зенітний артилерійський полк;
- 160-й окремий батальйон зв'язку, в/ч А2005, 46156;
- 248-ма окрема навчальна рота РХБЗ, в/ч 55261;
- 129-й окремий інженерно-саперний батальйон, в/ч 33136;
- 1032-й окремий навчальний розвідувальний батальйон, в/ч А0219;

## Начальники
- (02.1993) Баталюк Володимир Іванович